# Recurvaria
Recurvaria is een geslacht van vlinders van de familie tastermotten (Gelechiidae).

## Soorten
- R. auxoptila (Meyrick, 1926)
- R. ceanothiella Braun, 1921
- R. cinerella Chretien, 1908
- R. consimilis Braun, 1930
- R. costimaculella Huemer & Karsholt, 2001
- R. crassicornis (Walsingham, 1897)
- R. chalybeichroa (Walsingham, 1897)
- R. chretieni (Turati, 1924)
- R. dryozona (Meyrick, 1916)
- R. febriculella (Zeller, 1877)
- R. filicornis (Zeller, 1877)
- R. francisca Keifer, 1928
- R. insequens Meyrick, 1931
- R. kittella (Walsingham, 1897)
- R. latebricola (Meyrick, 1932)
- R. leucatella

Gordelpalpmot (Clerck, 1759)
- R. melanostictella (Zeller, 1877)
- R. merismatella (Zeller, 1877)
- R. nanella

Fruitpalpmot (Denis & Schiffermüller, 1775)
- R. nothostigma Meyrick, 1914
- R. ochrospila Meyrick, 1934

- R. picula Walsingham, 1910
- R. ptilastis (Meyrick, 1909)
- R. pulicella (Walsingham, 1897)
- R. putella Busck, 1914
- R. rhicnota Walsingham, 1910
- R. rhombophorella (Zeller, 1877)
- R. sartor Walsingham, 1910
- R. saxea Meyrick, 1923
- R. stibomorpha Meyrick, 1929
- R. synestia Meyrick, 1939
- R. taphiopis Meyrick, 1929
- R. thomeriella (Chretien, 1901)
- R. toxicodendri Kuznetsov, 1979
- R. trigonophorella (Zeller, 1877)